# قائمة البعثات الدبلوماسية في البرازيل

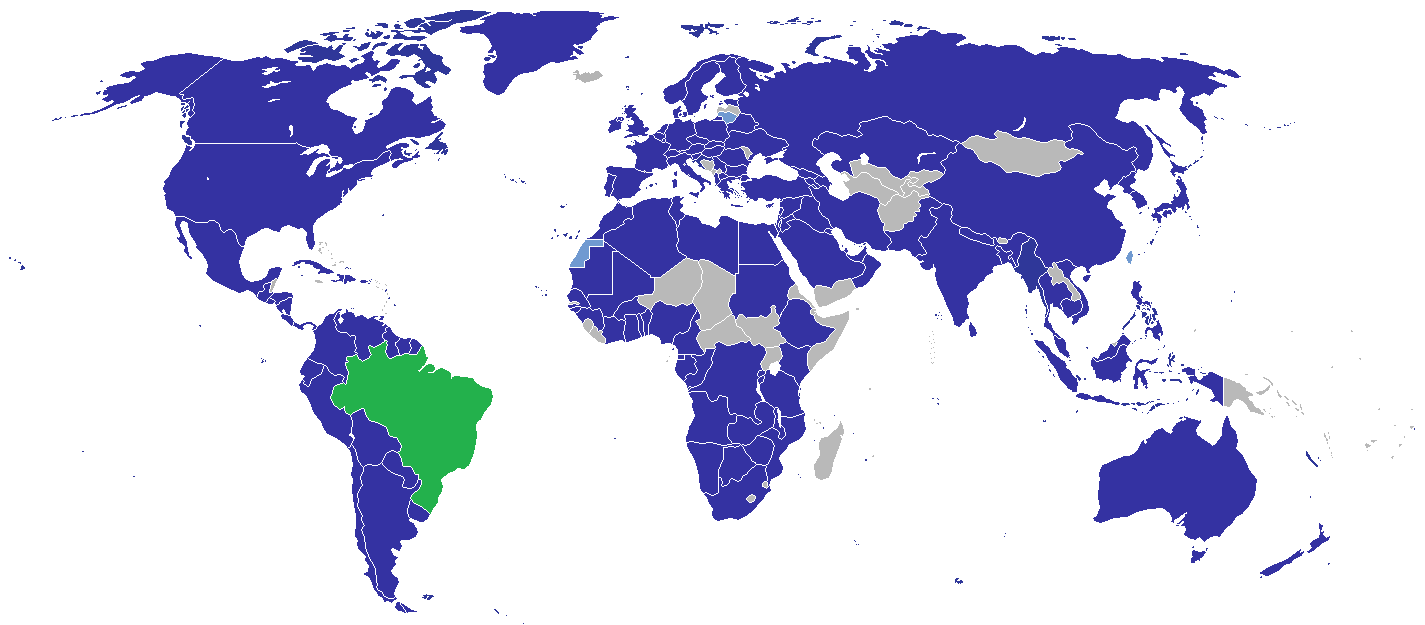
خريطة البعثات الدبلوماسية في البرازيل

هذه قائمة البعثات الدبلوماسية في البرازيل . في الوقت الحاضر، تستضيف العاصمة برازيليا 132 سفارة. لدى العديد من البلدان الأخرى سفراء معتمدون لدى البرازيل، ويقيم معظمهم في واشنطن العاصمة
القنصليات الفخرية مستثناة من هذه القائمة.

## السفارات فيبرازيليا
- ألبانيا
- الجزائر
- أنغولا
- الأرجنتين
- أرمينيا
- أستراليا
- النمسا
- أذربيجان
- البحرين
- بنغلاديش
- باربادوس
- بيلاروس
- بلجيكا
- بوليفيا
- بوتسوانا
- بلغاريا
- بوركينا فاسو
- بوروندي
- الكاميرون
- كندا
- الرأس الأخضر
- تشيلي
- الصين
- كولومبيا
- الكونغو الديمقراطية
- جمهورية الكونغو
- كوستاريكا
- كرواتيا
- كوبا
- قبرص
- جمهورية التشيك
- الدنمارك
- جمهورية الدومينيكان
- تيمور الشرقية
- الإكوادور
- مصر
- السلفادور
- غينيا الاستوائية
- إثيوبيا
- فنلندا
- فرنسا
- الغابون
- جورجيا
- ألمانيا
- غانا
- اليونان
- غواتيمالا
- غينيا
- غينيا بيساو
- غيانا
- هايتي
- الفاتيكان
- هندوراس
- المجر
- الهند
- إندونيسيا
- إيران
- العراق
- جمهورية أيرلندا
- إسرائيل
- إيطاليا
- ساحل العاج
- اليابان
- الأردن
- كازاخستان
- كينيا
- الكويت
- لبنان
- ليبيا
- لوكسمبورغ
- مالاوي
- ماليزيا
- مالي
- موريتانيا
- المكسيك
- منغوليا
- المغرب
- موزمبيق
- ميانمار
- ناميبيا
- نيبال
- هولندا
- نيوزيلندا
- نيكاراغوا
- نيجيريا
- كوريا الشمالية
- مقدونيا
- النرويج
- عُمان
- باكستان
- فلسطين
- بنما
- باراغواي
- بيرو
- الفلبين
- بولندا
- البرتغال
- قطر
- رومانيا
- روسيا
- السعودية
- السنغال
- صربيا
- سنغافورة
- سلوفاكيا
- سلوفينيا
- جنوب إفريقيا
- كوريا الجنوبية
- فرسان مالطة
- إسبانيا
- سريلانكا
- السودان
- سورينام
- السويد
- سويسرا
- سوريا
- تنزانيا
- تايلاند
- توغو
- ترينيداد وتوباغو
- تونس
- تركيا
- أوكرانيا
- الإمارات العربية المتحدة
- المملكة المتحدة
- الولايات المتحدة
- الأوروغواي
- فنزويلا
- فيتنام
- زامبيا
- زيمبابوي

## بعثات أخرى فيبرازيليا
- الاتحاد الأوروبي
- تايوان

## القنصليات العامة / القنصليات

### باجيه
- الأوروغواي

### بيليم
- اليابان (قنصلية)
- البرتغال (قنصلية)
- سورينام
- فنزويلا (قنصلية)

### بيلو هوريزونتي
- الأرجنتين
- إيطاليا (قنصلية)
- موزمبيق (قنصلية)
- البرتغال (قنصلية)
- الأوروغواي
- المملكة المتحدة
- الولايات المتحدة ( فرع مكتب السفارة)

### بوا فيستا
- غيانا
- فنزويلا

### برازيليا
- بوليفيا (قنصلية)

### كاسيريس
- بوليفيا (قنصلية)

### كامبو غراندي
- باراغواي (قنصلية)

### كورومبا
- بوليفيا قنصلية)

### كوريتيبا
- الأرجنتين (قنصلية)
- إيطاليا
- اليابان
- باراغواي
- بولندا
- البرتغال (نائب القنصلية)

### فلوريانوبوليس
- الأرجنتين (قنصلية)
- الأوروغواي (القنصلية العامة)

### فوز دو إيغواسو
- الأرجنتين (قنصلية)
- باراغواي (قنصلية)

### غواجارا ميريم
- بوليفيا (قنصلية)

### غويرا
- باراغواي (قنصلية)

### ماناوس
- كولومبيا
- اليابان
- فنزويلا

### بونتا بورا
- باراغواي (قنصلية)

### بورتو أليغري

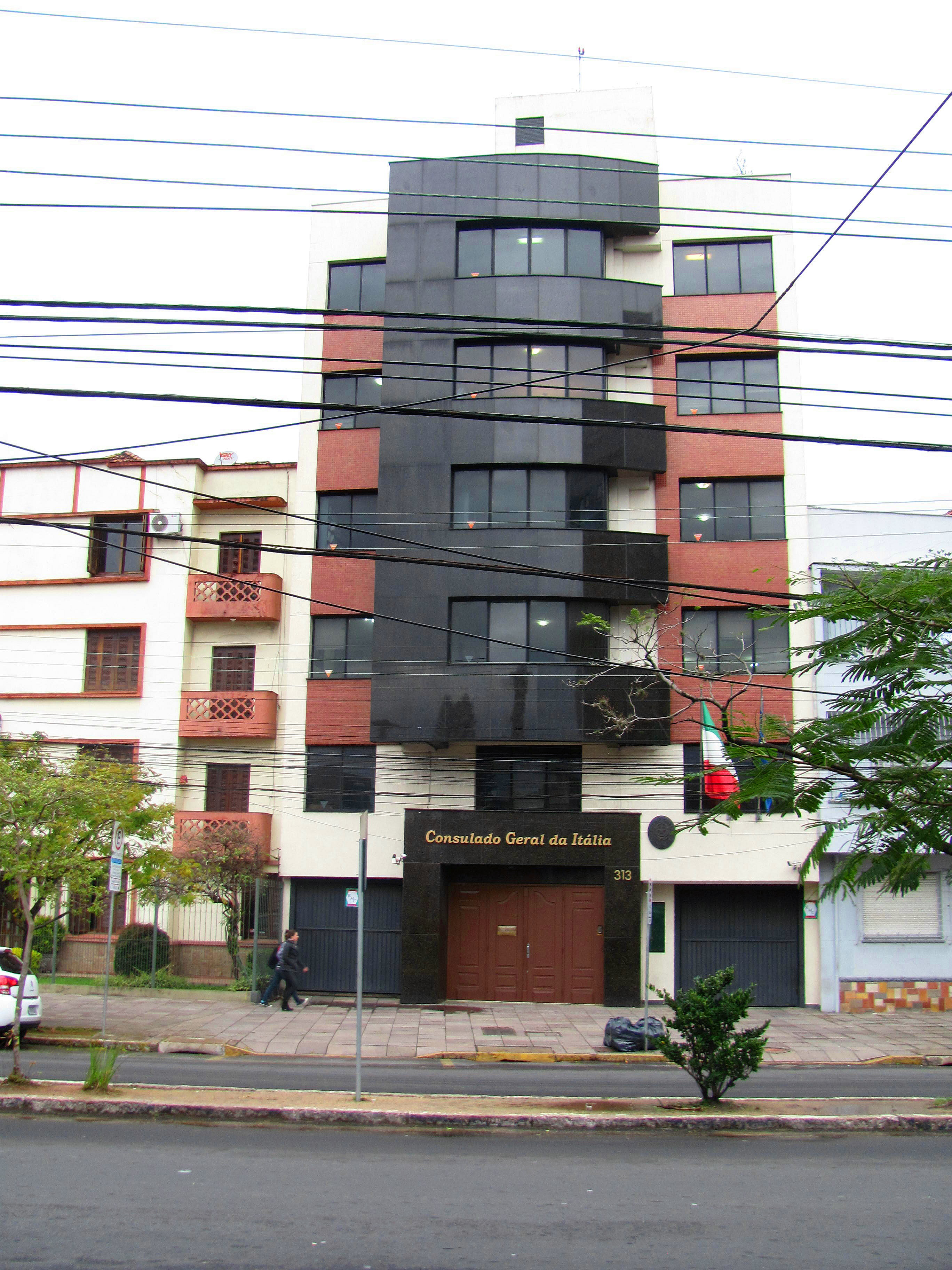
القنصلية العامة الإيطالية في بورتو أليغري

- الأرجنتين
- تشيلي
- ألمانيا
- إيطاليا
- اليابان (القنصلية العامة)
- باراغواي (قنصلية)
- البرتغال (نائب القنصلية)
- إسبانيا
- الولايات المتحدة[1]
- الأوروغواي (القنصلية العامة)

### بورتو مورتينيو
- باراغواي (قنصلية)[2]

### كيوري
- الأوروغواي (قنصلية)[3]

### ريسيفي
- الأرجنتين
- الصين
- فرنسا
- ألمانيا
- إيطاليا (قنصلية)
- اليابان
- البرتغال (نائب القنصلية)
- المملكة المتحدة
- الولايات المتحدة[4]
- فنزويلا

### ريو دي جانيرو
- أنغولا
- الأرجنتين
- بيلاروس (قنصلية)
- بلجيكا (قنصلية)
- بوليفيا
- كندا
- تشيلي
- الصين
- جمهورية الدومينيكان (قنصلية)
- مصر (قنصلية)
- فرنسا
- غينيا
- ألمانيا
- إيطاليا
- اليابان
- لبنان
- المكسيك
- هولندا
- النرويج
- بنما
- باراغواي
- بيرو
- البرتغال
- رومانيا
- روسيا
- إسبانيا
- سويسرا
- المملكة المتحدة
- الولايات المتحدة
- الأوروغواي
- فنزويلا

### سلفادور
- الأرجنتين (قنصلية)
- البرتغال
- إسبانيا

### سانتوس
- بنما (قنصلية)
- البرتغال (قنصلية)

### ساو باولو
- أنغولا
- الأرجنتين
- بيلاروس (قنصلية)
- بلجيكا (قنصلية)
- بوليفيا
- كندا
- تشيلي
- الصين
- جمهورية الدومينيكان (قنصلية)
- مصر (قنصلية)
- فرنسا
- غينيا
- ألمانيا
- إيطاليا
- اليابان
- لبنان
- المكسيك
- هولندا
- النرويج
- بنما
- باراغواي
- بيرو
- البرتغال
- رومانيا
- روسيا
- إسبانيا
- سويسرا
- المملكة المتحدة
- الولايات المتحدة
- الأوروغواي
- فنزويلا

### تاباتينجا
- كولومبيا (قنصلية)

### أوروجويانا
- الأرجنتين (قنصلية)

## السفارات غير المقيمة المعتمدة لدى البرازيل
مقيم في واشنطن العاصمة ما لم يذكر خلاف ذلك.
- أفغانستان
- أنتيغوا وباربودا
- جزر البهاما (ناسو)
- بوتان (مدينة الكويت)
- بليز (مدينة بليز)
- البوسنة والهرسك
- بروناي (اوتاوا)
- جمهورية إفريقيا الوسطى
- كمبوديا (هافانا)
- تشاد
- جيبوتي
- دومينيكا
- إرتريا
- إستونيا (تالين)
- استونيا
- غامبيا
- غرينادا
- آيسلندا
- قرغيزستان
- لاوس (هافانا)
- لاتفيا (لشبونة)
- ليسوتو
- ليبيريا
- ليختنشتاين
- ليتوانيا (كوبنهاغن)
- جزر المالديف (نيويورك)
- مدغشقر
- مالطا
- موريشيوس
- مولدوفا
- الجبل الأسود
- النيجر
- بابوا غينيا الجديدة
- رواندا
- سانت كيتس ونيفيس
- سانت لوسيا
- سانت فينسنت والغرينادين
- سان مارينو (سان مارينو)
- ساو تومي وبرينسيب
- سيراليون
- غينيا بيساو
- جنوب السودان
- طاجيكستان
- تركمانستان
- أوغندا
- أوزبكستان
- فانواتو (نيويورك)
- اليمن (هافانا)

## البعثات المغلقة
| المدينة       | البلد      | مستوى التمثيل   | سنة الاغلاق | المراجع       |
| ------------- | ---------- | --------------- | ----------- | ------------- |
| برازيليا      | أفغانستان  | سفارة           | 2015        | [ 5 ]         |
| برازيليا      | بنين       | سفارة           | 2020        | [ 6 ]         |
| برازيليا      | إستونيا    | سفارة           | 2017        | [ 7 ]         |
| برازيليا      | فيجي       | سفارة           | 2019        | [ 8 ]         |
| برازيليا      | جامايكا    | سفارة           | 2021        | [ 9 ]         |
| بيليم         | كولومبيا   | سفارة           | 1987        | [ 10 ]        |
| كامبو غراندي  | بوليفيا    | سفارة           | 2012        | [ 11 ]        |
| كويابا        | بوليفيا    | سفارة           | 2012        | [ 11 ]        |
| كوريتيبا      | أوكرانيا   | سفارة           | 2014        | [ 12 ]        |
| كوريتيبا      | الأوروغواي | القنصلية العامة | 2021        | [ 13 ]        |
| باراناغوا     | باراغواي   | سفارة           | 2018        | [ 14 ] [ 15 ] |
| بيلوتاس       | الأوروغواي | سفارة           | 2021        | [ 13 ]        |
| بورتو أليغري  | المكسيك    | القنصلية العامة | 2009        | [ 16 ]        |
| ريو دي جانيرو | كولومبيا   | القنصلية العامة | 2002        | [ 17 ]        |
| ريو دي جانيرو | بولندا     | القنصلية العامة | 2008        | [ 18 ]        |
| ريو دي جانيرو | اليونان    | القنصلية العامة |             | [ 19 ]        |
| سلفادور       | الأوروغواي | سفارة           | 2021        | [ 13 ]        |
| سانتوس        | باراغواي   | القنصلية العامة |             | [ 2 ] [ 20 ]  |
| ساوباو        | بنما       | القنصلية العامة | 2018        | [ 21 ]        |
| ساوباو        | بولندا     | سفارة           | 2013        | [ 18 ]        |
| أوروجويانا    | الأوروغواي | سفارة           | 2002        | [ 3 ] [ 22 ]  |

## البعثات التي فتحت
- كمبوديا (سفارة)[23]

## روابط خارجية
Lista do Corpo Diplomático https://web.archive.org/web/20120415224406/http://www.itamaraty.gov.br/cerimonial/corpo-diplomatico/lista